# جيري دويل
جيري دويل (بالإنجليزية: Jerry Doyle)‏ (و. 1956 – 2016 م) هو ممثل تلفزيوني، وممثل أفلام، وممثل، ومقدم برامج إذاعية، من الولايات المتحدة الأمريكية، ولد في بروكلين، توفي في لاس فيغاس، نيفادا، عن عمر يناهز 60 عاماً.

## وصلات خارجية
- جيري دويل على موقع IMDb (الإنجليزية)
- جيري دويل على موقع ألو سيني (الفرنسية)
- جيري دويل على موقع أول موفي (الإنجليزية)
- جيري دويل على موقع قاعدة بيانات الأفلام السويدية (السويدية)
- جيري دويل على موقع إن إن دي بي (الإنجليزية)
- جيري دويل على موقع قاعدة بيانات الفيلم (الإنجليزية)
- جيري دويل على موقع كينوبويسك (الروسية)